# 3 Words
3 Words е дебютият студиен албум на английската певица Черил Коул, издаден през октомври 2009 г. Албумът успява да достигне първо място във Великобритания. Продаден е общо в 900 000 копия и получава три пъти платинена сертификация.

## Списък с песните

### Оригинален траклист
1. 3 Words (с Уил Ай Ем) – 4:33
2. Parachute – 3:40
3. Heaven (с Уил Ай Ем) – 4:37
4. Fight for This Love – 3:43
5. Rain on Me – 3:50
6. Make Me Cry – 4:35
7. Happy Hour – 4:06
8. Stand Up – 3:24
9. Don't Talk About This Love – 3:45
10. Boy like You (с Уил Ай Ем) – 4:27
11. Heartbreaker (will.i.am и Cheryl Cole) – 3:15

### Американско и Канадско дигитално издание
1. Fight for This Love (Sunship Old Skool UK Garage Remix) – 5:01

### The B-Sides EP
1. Didn't I – 3:47
2. Boys – 3:41
3. Just Let Me Go – 3:04